# El monje blanco
El monje blanco es una película mexicana de drama romántico de 1945, escrita y dirigida por Julio Bracho y protagonizada por María Félix, Tomás Perrín y Julio Villarreal. La película está basada en una novela escrita por Eduardo Marquina, con diálogos de Xavier Villaurrutia.

## Sinopsis
En un monasterio italiano, durante el sigo XIII, una imagen blanca esculpida por Fray Paracleto aparece místicamente y cose sus humildes ropas. Además aparece una misteriosa mujer Gálata Orsina. Ella cuenta su historia al Padre Provincial y así se remonta a su pasado.

## Reparto
- María Félix como Galata Orsina.
- Tomás Perrín como Conde Hugo del Saso / Fray Paracleto.
- Julio Villarreal como Padre provincial.
- Paco Fuentes como Capolupo.
- Consuelo Guerrero de Luna como Condesa Próspera Huberta (como Consuelo G. de Luna).
- María Douglas como Mina Amanda (como Claudia Monterde).
- José Pidal como Fray Matías.
- Manolo Noriega
- Fanny Schiller
- Felipe Montoya como Marco Leone.
- Ángel T. Sala como Montero.
- José Elías Moreno
- Ernesto Alonso como Fray Can.
- Marta Elba como Anabella.
- Alejandro Cobo como Bertone (no acreditado).
- Manolo Fábregas como Piero, novio de Anabella (no acreditado).
- María Gentil Arcos como Peregrina (no acreditada).
- Paco Martínez como Peregrino (no acreditado).